# Mike Nearman

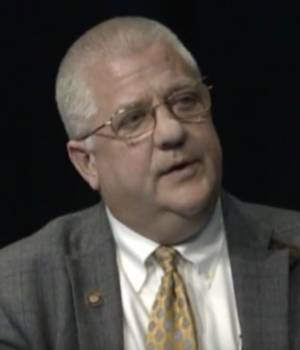
Mike Nearman 2016

Mike Nearman ist ein US-amerikanischer Politiker (Republikanische Partei) und vertrat vom 12. Januar 2015 bis zum 10. Juni 2021 den 23. Wahlbezirk im Repräsentantenhaus von Oregon.

## Leben
Nearman studierte Philosophie an der Marquette University und später Informatik an der Western Oregon University. Er erlangte an beiden Institutionen den Grad eines Bachelors. Er war dann im Bereich des Software-Supports und als Softwareentwickler tätig. Unter anderem entwickelte er die Datenbank Track Their Vote, mit der die Stimmen von Oregons Abgeordneten verfolgt werden konnten.

## Politik
Politisch engagierte er sich in der Republikanischen Partei, wo er zum Vorsitzenden des Polk County Republican Central Committee aufstieg. Er hatte hier als Vertreter der Tea-Party-Bewegung die traditionellere Führung verdrängt.
2014 trat er gegen den Amtsinhaber Jim Thompson bei den Vorwahlen erfolgreich an und wurde dann in der Hauptwahl in das Repräsentantenhaus Oregons gewählt. Seine Kampagne fokussierte auf Thompsons liberale Haltung zur gleichgeschlechtigen Ehe und Nearsons Anlehnung von Obamacare. Er trat sein Amt als Abgeordneter Anfang 2015 an. Nearman wurde 2016, 2018, und 2020 wiedergewählt.
Am 21. Dezember 2020 ließ Nearman während der COVID-19-Pandemie in den Vereinigten Staaten Demonstranten gegen COVID-19-Eindämmungsmaßnahmen in das Parlamentsgebäude. Die Demonstranten randalierten dann dort. Im Juni 2021 wurde er deswegen fast einstimmig, nur mit seiner Gegenstimme, aus dem Repräsentantenhaus seines Bundesstaates ausgeschlossen. Er war der erste Abgeordnete in der Geschichte Oregons, der ausgeschlossen wurde.
Im Juli 2021 bekannten er sich schuldig wegen öffentlichen Fehlverhaltens, indem er den bewaffneten Protestern das Parlamentsgebäude öffnete. Ihm wurde vom Gericht ein 18-minatiges Hausverbot für das Kapitol erteilt und er wurde zu achtzig Stunden gemeinnütziger Arbeit verurteilte. Nearman wurde außerdem 2.900 Dollar Schadensersatz und Geldbuße zu zahlen.